# Coma Guàrdia
Coma Guàrdia és una coma del terme municipal de Conca de Dalt, a l'antic terme de Toralla i Serradell, al Pallars Jussà, en territori del poble de Serradell.
Està situada al nord-est de Serradell, al vessant sud-oriental del coll on s'uneix la Serra de l'Estall amb la de Camporan. És al nord del Clot de l'Estall i a ponent de la Coma Pi, al sud-oest de la Baga de Setcomelles. Separa dos dels barrancs de la meitat nord de la capçalera del barranc de la Torre.